# Pašušvys
Pašušvys är en ort i Litauen. Den ligger i den centrala delen av landet, 140 km nordväst om huvudstaden Vilnius. Pašušvys ligger 103 meter över havet och antalet invånare är 395.
Terrängen runt Pašušvys är mycket platt. Runt Pašušvys är det ganska glesbefolkat, med 32 invånare per kvadratkilometer. Närmaste större samhälle är Grinkiškis, 2,8 km sydost om Pašušvys. Omgivningarna runt Pašušvys är en mosaik av jordbruksmark och naturlig växtlighet.